# Carrozzeria Vignale

Vignale-Firmenschrift wie in Katalogen aus den 1960er Jahren zu sehen

Carrozzeria Vignale war ein italienisches Automobildesign- und Karosseriebau-Unternehmen, das von 1946 bis 1974 existierte und für zahlreiche Automobilhersteller der verschiedensten Kategorien exklusive Karosserien entwarf, produzierte sowie vereinzelt auch unter eigenen Namen vermarktete.

## Geschichte
Das Unternehmen wurde von Alfredo Vignale (1913–1969) im Jahr 1946 unter dem Namen Carozzeria Alfredo Vignale in Turin gegründet. Alfredo Vignale hatte bereits bei der Firma Stabilimenti Farina (nicht zu verwechseln mit Pininfarina, einst getrennt „Pinin Farina“ geschrieben) Berufserfahrung gesammelt und wollte nunmehr seine eigenen Karosserien anbieten. Der überwiegende Teil aller bei Vignale gebauten Wagen sind allerdings von seinem persönlichen Freund und selbständigen Designer Giovanni Michelotti gestaltet, mit dem er stets eine enge Zusammenarbeit pflegte.
Die erste eigene Karosserie auf Basis eines Fiat 500 Topolino wurde im Jahre 1948 hergestellt, gefolgt von einem Fiat 1100 in Sonderausführung.
In den 1950er- und 1960er-Jahren entstanden bei Vignale als formschön und elegant geltende Karosserien auf technischer Basis unter anderem von Fiat, Cisitalia, Ferrari, Lancia, Maserati, Alfa Romeo, BMW und für De Tomaso. Außer Einzelstücken und Kleinserien wurden auch Serienfahrzeuge karossiert, so zum Beispiel das Appia- und Flavia-Cabriolet und die Maserati 3500 Spider, Sebring I, Sebring II, Mexico, aber auch Kleinwagen wie der Daihatsu Compagno. Vignale baute einige wenige Aluminium-Karosserien, aber die meisten seiner Karosserien waren aus Stahlblech.
Das Hauptgeschäft von Vignale bestand lange Jahre darin, Kleinserien von Volumenmodellen sowie Sonderausführungen von Modellen der bekannten italienischen Automobilhersteller zu fertigen. Von Anfang bis Ende der 1960er-Jahre entstanden auf verschiedenen Plattformen von Fiat wie den 600, 850 und 1300/1500 einige Kleinserien sportlicher Automobile unter dem Namen Vignale, die im Falle des Fiat 600 und 850 wahlweise als gefällige Cabriolets zu haben waren. Vignale baute auch eine stilistisch gelungene viertürige Version des Fiat 850 Limousine. Der Versuch, auf Dauer eine eigene Marke zu etablieren, hatte keinen Erfolg.
In Deutschland blieb die Vignale Gamine in Erinnerung als ein kleines Auto mit völlig offener Karosserie in der Art eines Roadsters auf Basis des Fiat 500, das für kurze Zeit beim Versandhaus Otto zu bestellen war.

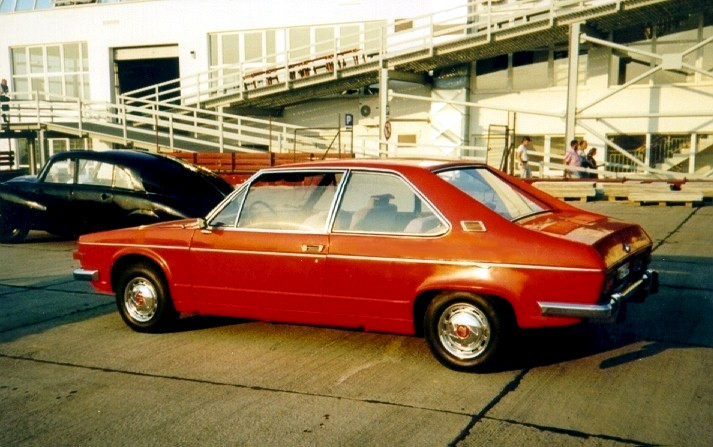
Tatra 613 Coupé Vignale (1969)

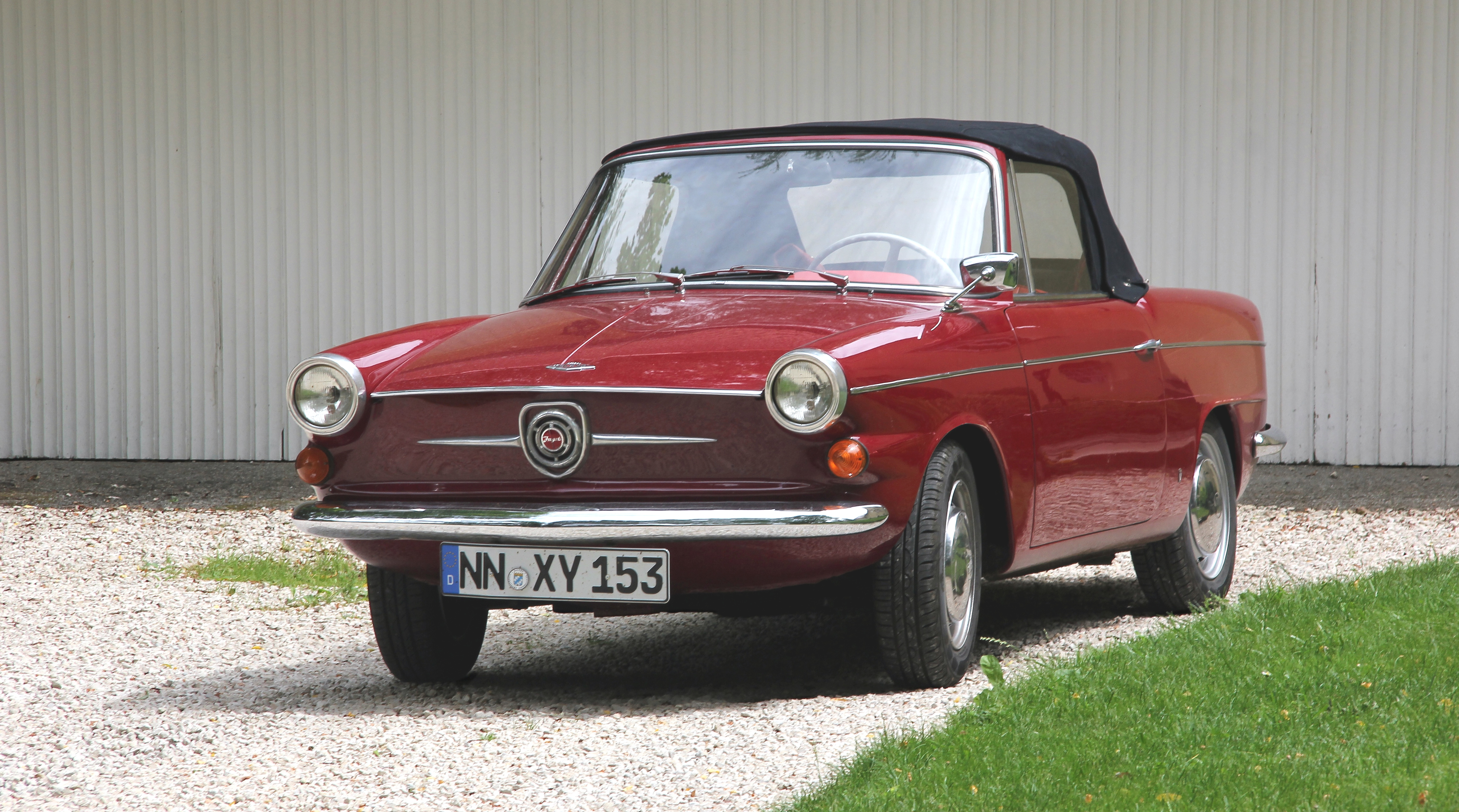
NSU-Fiat Jagst Riviera, Vignale 1961

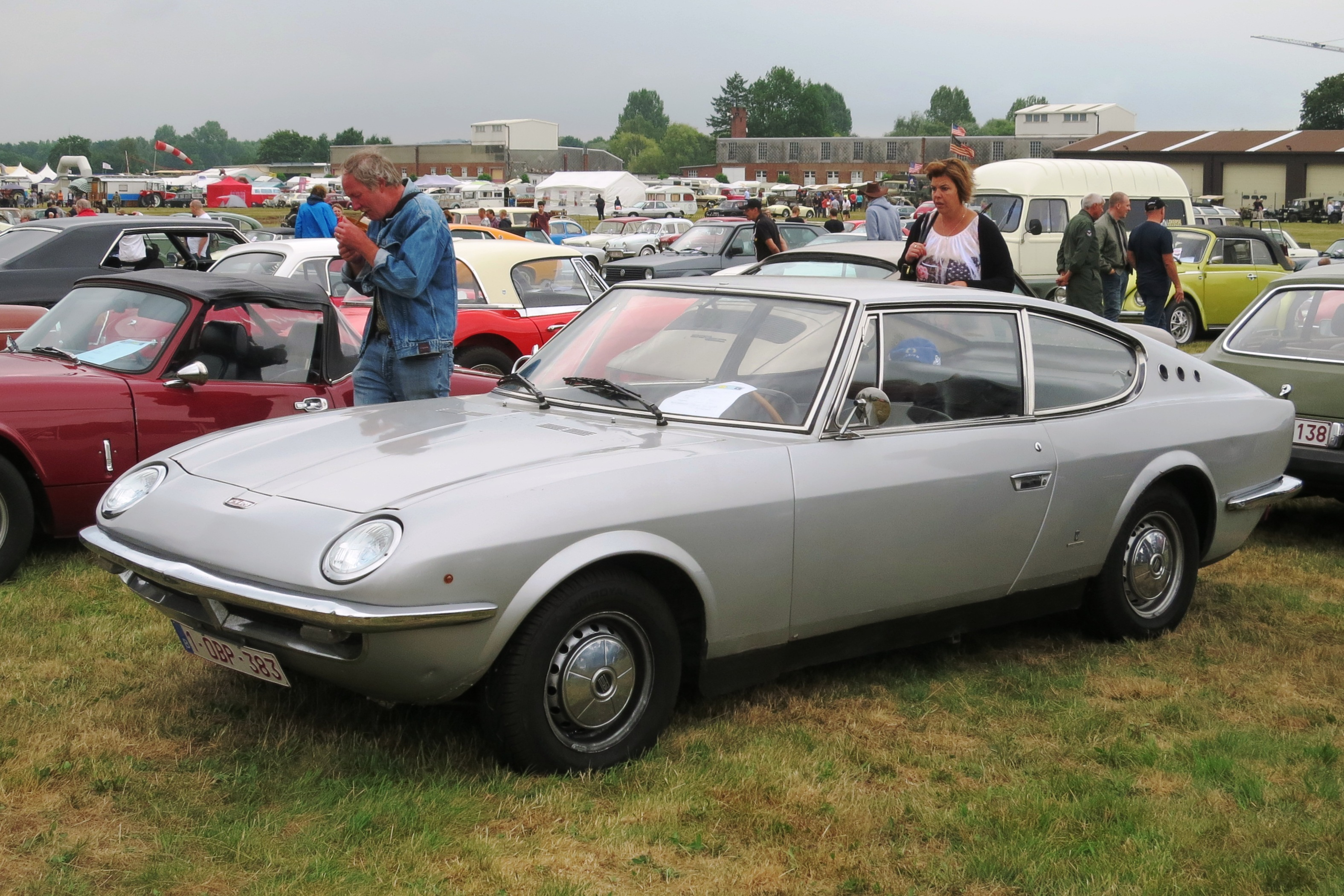
Fiat 125S Samantha

Eine ungewöhnliche Kooperation entstand in der zweiten Hälfte der 1960er-Jahre mit dem tschechischen Automobilhersteller Tatra, für den Vignale die moderne Karosserie des Tatra 613 zeichnete und auch die ersten drei Prototypen in Handarbeit anfertigte. Im Jahre 1968 wurden die Verträge unterzeichnet, im Dezember des gleichen Jahres den politischen Ereignissen (Prager Frühling) zum Trotz die ersten drei Fahrgestelle nach Turin geliefert und Anfang 1969 schon der erste Prototyp fertiggestellt. Der dritte Prototyp, ein Coupé, ging jedoch im Gegensatz zur Limousinen-Version später nicht in Serie.
Die Kooperation zwischen dem italienischen Autodesigner und den nach Plan wirtschaftenden Kraftfahrzeughersteller aus der damaligen ČSSR sorgte seinerzeit in der Automobilwelt für großes Aufsehen. Allerdings entstammte dieser Entwurf weder der Feder von Alfredo Vignale selbst noch der von Giovanni Michelotti, sondern war die Arbeit eines wenig bekannten Vignale-Mitarbeiters namens Varesio (sein Vorname ist nicht überliefert), der eigentlich kein Designer war, sondern gelernter Karosseriebauer. Dennoch gehört dieser Entwurf zu den länger benutzten der Automobilgeschichte, denn der T613 wurde von 1974 bis 1996 nur unwesentlich verändert gebaut. Auch sein Nachfolger und bislang letzter Tatra-PKW, der 1996 bis 1998 in kleiner Stückzahl gebaute Tatra 700, basierte trotz einiger von Tatra selbst gestalteter Änderungen vor allem an der Front und später auch am Heck noch eindeutig sichtbar auf der Karosserie des T613.
Ende der 1960er-Jahre geriet Vignale, wie viele andere Karosseriebauunternehmen auch, in wirtschaftliche Schwierigkeiten. Die automobile Serien- und Massenproduktion machte Karossiers weltweit zu schaffen. Alfredo Vignale verkaufte seine Firma 1969 an die Carrozzeria Ghia, ein weiteres Turiner Designstudio, das jedoch seit einigen Jahren De Tomaso gehörte und starb wenige Tage nach dem Verkauf am 16. November 1969 bei einem Autounfall, dessen Ursache ungeklärt blieb.
Im Jahr 1974 wurde das Unternehmen unter der Regie von Ghia bzw. De Tomaso aufgelöst.
Noch heute gewinnen Automobile mit Vignale-Karosserien Preise, zum Beispiel beim Concorso d’Eleganza Villa d’Este und sie erzielen in Abhängigkeit von den technischen Komponenten gelegentlich hohe Liebhaberpreise.
Zwei Neffen Alfredo Vignales, die Brüder Basano, waren ebenfalls in Turin im Automobilbau tätig, ab Anfang der 1960er-Jahre mit einer eigenen Werkstatt zum Bau von Prototypen, dann von 1962 bis 1966 als Gründer und Mitinhaber der Carrozzeria Sibona-Basano. Die frühe Prototypen-Werkstatt stellte unter anderem mehrfach Karosserien für Vignale her, namentlich 1960 mehrere Alfa Romeo 2000 Coupés und als Einzelstück die Chevrolet Corvette Kelly-Vignale; letztere hatte der US-amerikanische Designer Gordon Kelly entworfen, ein Mitarbeiter des Designbüros von Brooks Stevens. Zumindest einer der Basano-Brüder wechselte nach der Aufgabe seiner selbständigen Tätigkeit gegen Ende 1966 zur Carrozzeria Vignale.

## Bekannte eigene Modelle
Basis Fiat
- Vignale 600 Coupe und Spider
- Vignale 1300/1500 2+2-Coupe mit Stufenheck
- Vignale 1300/1500 2+2-Coupe mit Stufenheck, überarbeitete Karosserie
- Vignale 1300/1500 Coupe Fließheck
- Vignale 850 Limousine
- Vignale 850 Coupé
- Vignale 850 Spider
- Vignale 124 „Eveline“
- Vignale 125 „Samantha“
- Vignale 500 „Gamine“ ausschließlich als Roadster

## Der Name im Ford-Konzern heute

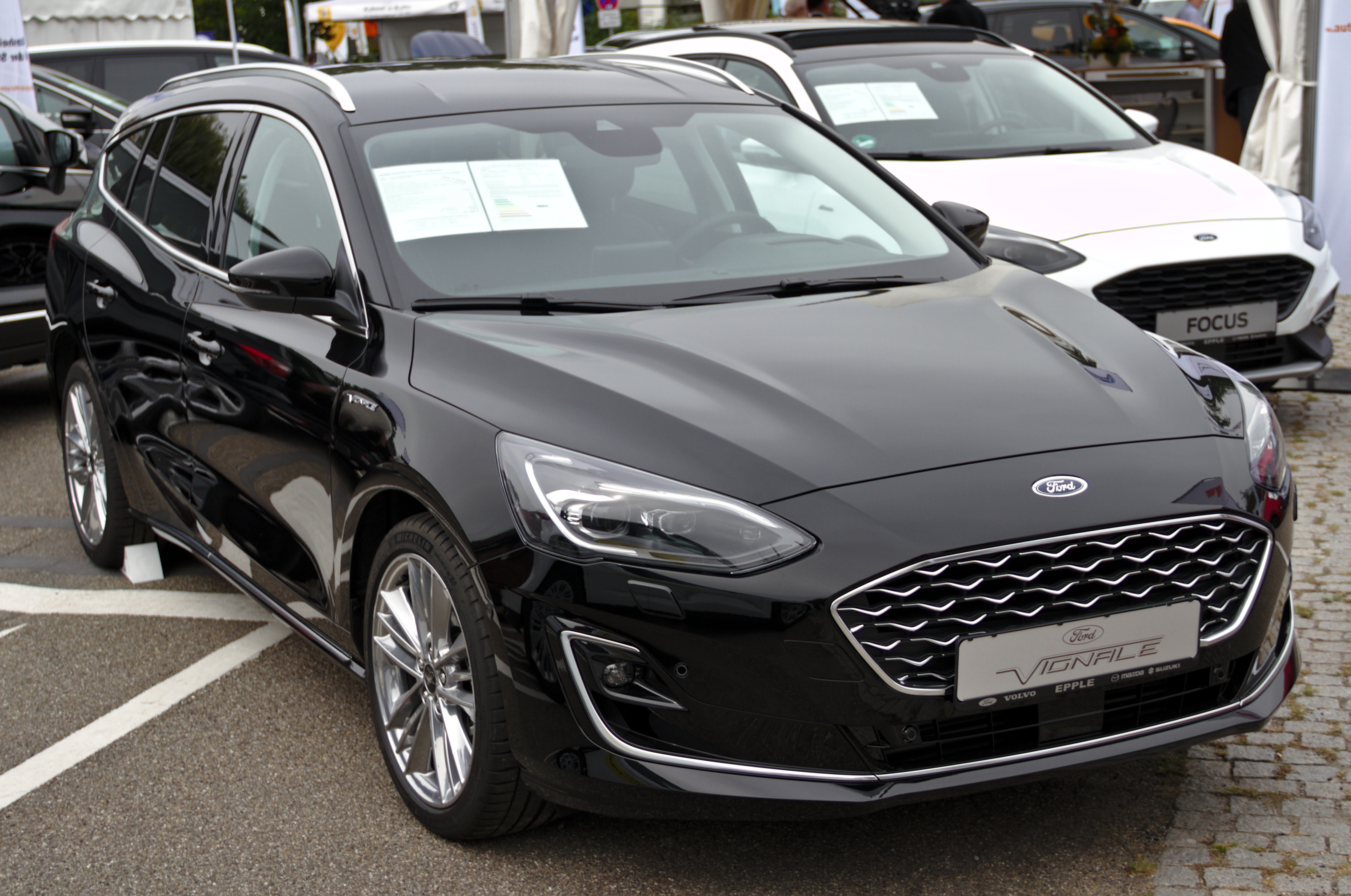
Ford Focus Turnier Vignale

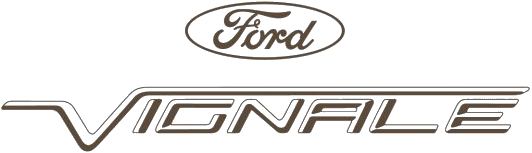

1970 übernahm Ford die Carrozzeria Ghia und somit auch die Namensrechte an Ghia und Vignale. Ghia bezeichnet seitdem als Zusatz die gehobenere Ausstattung von Ford-Modellen.
1993 stellte der britische Sportwagenhersteller Aston Martin auf dem Automobil-Salon in Genf eine Designstudie namens Lagonda Vignale vor. Aston Martin wurde in jenem Jahr vom US-amerikanischen Automobilhersteller Ford übernommen und konnte daher den Namen Vignale nutzen.
Ford stellte die Konzeptstudie Focus Vignale Concept auf dem Pariser Autosalon 2004 vor, um den bekannten Namen erneut zu beleben. Von März 2007 bis Juli 2010 wurde die Studie als Focus Coupé-Cabriolet in Serie gebaut. Auf der IAA 2013 stellte Ford den Ford Mondeo Vignale vor, das für eine gehobenere Ausstattungslinie mit zusätzlichen Services stehen soll. Bereits 2014 soll dies als Ausstattungsbezeichnung in Serie gehen.
Seit Herbst 2017 bietet Ford mit der Vignale-Edition unter anderem für den Ford Fiesta, Ford Focus, Ford Kuga und den Ford Edge eine Luxus-Ausstattungslinie an.